# Xenylla inermis
Xenylla inermis är en urinsektsart som beskrevs av Ignaz von Olfers 1907. Xenylla inermis ingår i släktet Xenylla och familjen Hypogastruridae. Inga underarter finns listade i Catalogue of Life.